# Chemins de fer de la Suisse Occidentale

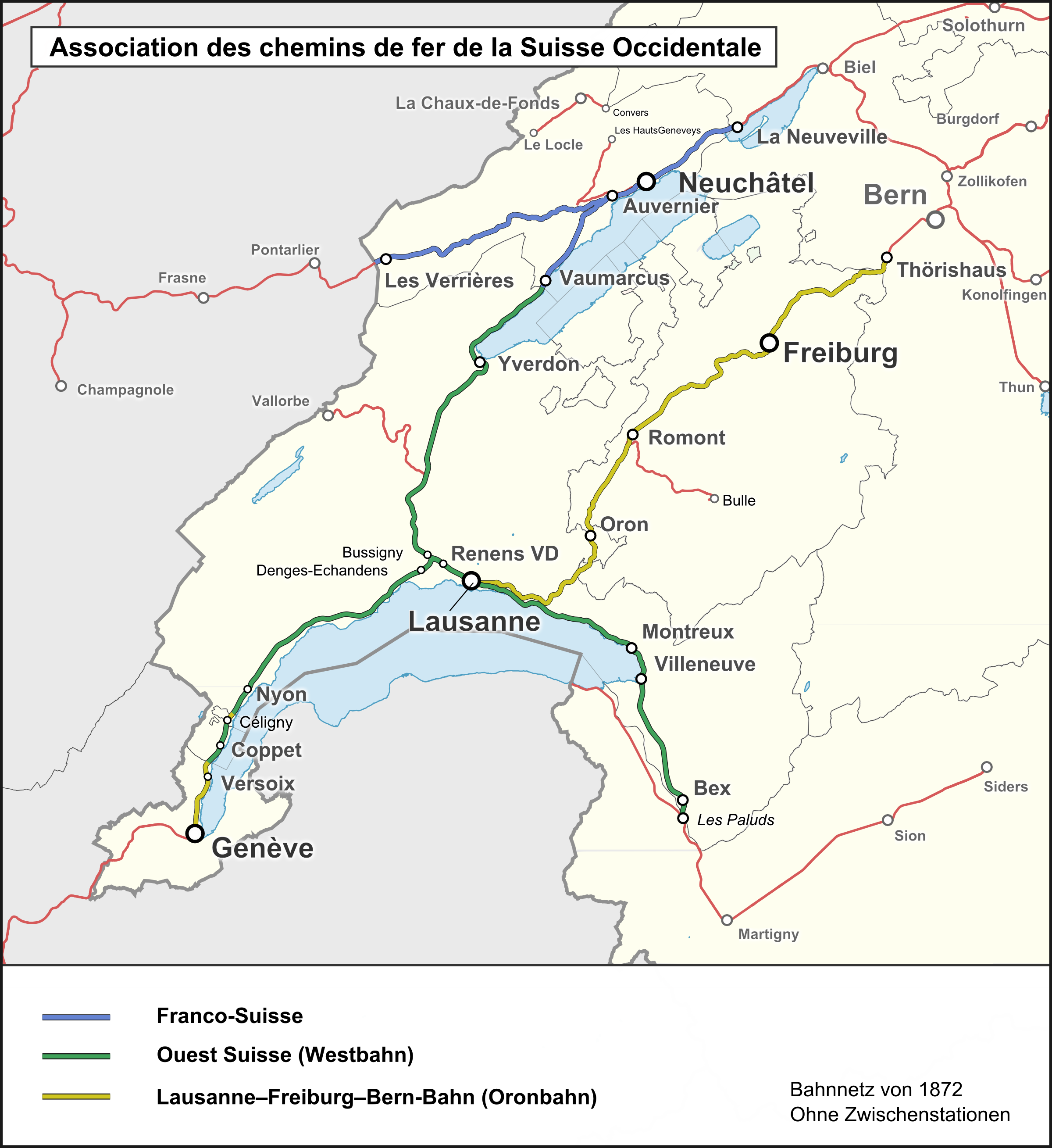
Mappa della rete

La Chemins de Fer de la Suisse Occidentale (SO) era una società ferroviaria della Svizzera, fondata nel 1872 e nel 1881 assorbita dalla Suisse-Occidentale-Simplon (Società della Svizzera occidentale-Sempione).

## Storia
La società era stata fondata il 1º gennaio del 1872 incorporando tre società ferroviarie preesistenti: la Occidentale svizzera, la Losanna–Friburgo–Berna e la Franco-svizzera. Nel 1876 aveva già esteso la propria rete; il 12 giugno 1876 si era aggiunta la linea Murten-Lyss e il 25 agosto la Murten-Palézieux e la linea Payerne-Friburgo.
Il 1º febbraio 1877 venne attivata la linea Yverdon-les-Bains-Payerne. Dal 20 dicembre 1876 assorbiva anche la Società ferroviaria Jougne–Eclépens (JE), che era stata fondata nel 1870. Il 28 giugno 1881 si fuse con la Compagnie du Simplon (S) costituendo la Suisse-Occidentale-Simplon, (SOS).